# آگلوتینه شدن

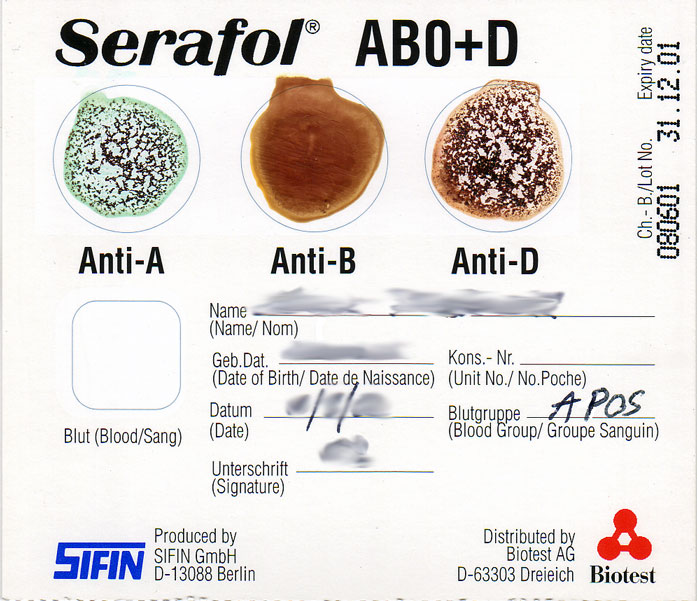
آنتی ژن ها

در واکنش آگلوتینه شدن (به انگلیسی: agglutination) آنتی‌ژن‌ها (میکروارگانیسم‌ها) و برخی از کلاس‌های آنتی‌بادی ایجاد شده علیه آن‌ها به هم می‌چسبند. به این آنتی‌بادی‌ها «آگلوتینین» و به این خاصیت «آگلوتیناسیون» گفته می‌شود.
در این حالت آنتی‌ژن‌ها به صورت نامحلول (ذره‌ای) یا توده‌هایی از آنتی ژن-آنتی‌کور ظاهر می‌گردند. حال به این دلیل که این ترکیب‌های آنتی ژن-آنتی کور نسبت به ذرات آنتی ژن سریعتر به وسیلهٔ فاگوسیت‌ها گرفته می‌شوند، پس باعث زدودن آنتی ژن از خون می‌گردند. این واکنش به واکنش راسب شدن (از لحاظ اصول واکنش) شباهت دارد

## واکنش آگلوتینه شدن در هنگام بارداری
در بارداری‌هایی که Rh خون مادر منفی و Rh خون جنین مثبت باشد، به علت ورود مقداری از آنتی ژن‌های Rh خون جنین به خون مادر پادتن‌های ضد Rh در بدن مادر تولید می‌شوند و با عبور از جفت موجب آگلوتینه شدن خون جنین می‌شود.
این واکنش از حاملگی دوم به بعد رخ می‌دهد.